# جوزيف وير
جوزيف وير (بالإنجليزية: Joseph Wear)‏ مواليد 27 نوفمبر 1876 في سانت لويس - الوفاة 4 يونيو 1941 في فيلادلفيا، الولايات المتحدة، كان لاعب كرة مضرب أمريكي. سبق أن شارك في دورة الألعاب الأولمبية الصيفية وأحرز الميدالية البرونزية.

## الميداليات
| الميدالية | المسابقة                       |
| --------- | ------------------------------ |
| برونزية   | الألعاب الأولمبية الصيفية 1904 |

## روابط خارجية
- جوزيف وير على موقع رابطة محترفي التنس (الإنجليزية)
- جوزيف وير على موقع الاتحاد الدولي لكرة المضرب (الإنجليزية)
- جوزيف وير على موقع أوليمبيديا (الإنجليزية)